# أليسون سيدور
أليسون سيدور (بالإنجليزية: Alison Sydor) مواليد 9 سبتمبر 1966 في إدمونتون، هي متسابقة دراجات كندية سابقة. سبق أن شاركت في دورة الألعاب الأولمبية الصيفية وفازت بميدالية أولمبية. حصلت على المركز الثالث في بطولة العالم لسباق الدراجات على الطريق في سنة 1991.

## الميداليات
| الميدالية | المسابقة                                    |
| --------- | ------------------------------------------- |
| فضية      | الألعاب الأولمبية الصيفية 1996              |
| برونزية   | بطولة العالم لسباق الدراجات على الطريق 1991 |

## روابط خارجية
- أليسون سيدور على موقع أرشيف الدراجات (الإنجليزية)
- أليسون سيدور على موقع إحصائيات الدراجات الإحترافية (الإنجليزية)
- أليسون سيدور على موقع CycleBase (الإنجليزية)
- أليسون سيدور على موقع اللجنة الأولمبية الدولية (الإنجليزية)
- أليسون سيدور على موقع أوليمبيديا (الإنجليزية)
- أليسون سيدور على موقع اللجنة الأولمبية الكندية (الإنجليزية)
- أليسون سيدور على موقع اتحاد ألعاب الكومنولث (مؤرشف) (الإنجليزية)
- أليسون سيدور على موقع قاعة كولومبيا البريطانية للمشاهير الرياضية (الإنجليزية)
- أليسون سيدور على موقع قاعة كندا للمشاهير الرياضية (الإنجليزية)